# ハイドロフルオロオレフィン

1,3,3,3-テトラフルオロプロペン （HFO-1234ze）の化学構造

ハイドロフルオロオレフィン（英語: Hydrofluoroolefin, HFO）は、水素、フッ素、炭素で構成される不飽和有機化合物。 これらの有機フッ素化合物は、冷媒として注目されている。飽和している従来のハイドロフルオロカーボン（HFC）およびクロロフルオロカーボン （CFC）とは異なり、HFOはアルケンとしても知られるオレフィンである。 
HFO冷媒は、オゾン層破壊係数（ODP）および地球温暖化係数（GWP）がゼロであると分類されているため、CFC、HCFC、およびHFCに代わる、より環境に優しい代替品として提唱されている。 HFOクラスの多くの冷媒は、本質的に、化学的に安定で不活性、非毒性、不燃性または軽度の可燃性である。 多くのHFOは、一般的な温度で冷媒として相応しい、適切な凝固点と沸点を有する。また、発泡剤、すなわち断熱フォーム、食品産業、建設資材などの生産においても有望である。 
HFOは、HFCのGWPの0.1％をもつ「第4世代」冷媒として開発されている 。 
使用中のHFOは次のとおり： 
- 2,3,3,3-テトラフルオロプロペン（英語版） （HFO-1234yf）[3]
- 1,3,3,3-テトラフルオロプロペン（英語版） （HFO-1234ze）[3]
- シス-1,1,1,4,4,4-ヘキサフルオロ-2-ブテン（英語版）（HFO-1336mzz-Z; DR-2）

コジェネレーション、熱回収、中温ヒートポンプなどの高温用途でも有望
- トランス-1,1,1,4,4,4-ヘキサフルオロ-2-ブテン（英語版）（HFO-1336mzz-E）

良好な特性を持ち、開発中 。
デュポン フルオロケミカルの Kostas Kontomarisが率いる開発で、2012年から2019年に複数の出版物および関連特許が多数ある。